# Битва при Лауфельді

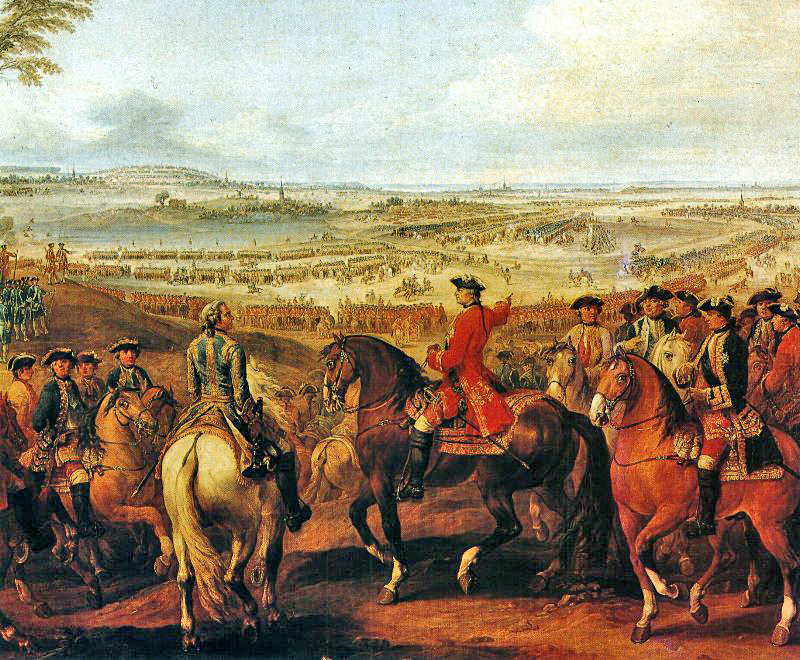
Моріц Саксонський в битві при Лауфельді

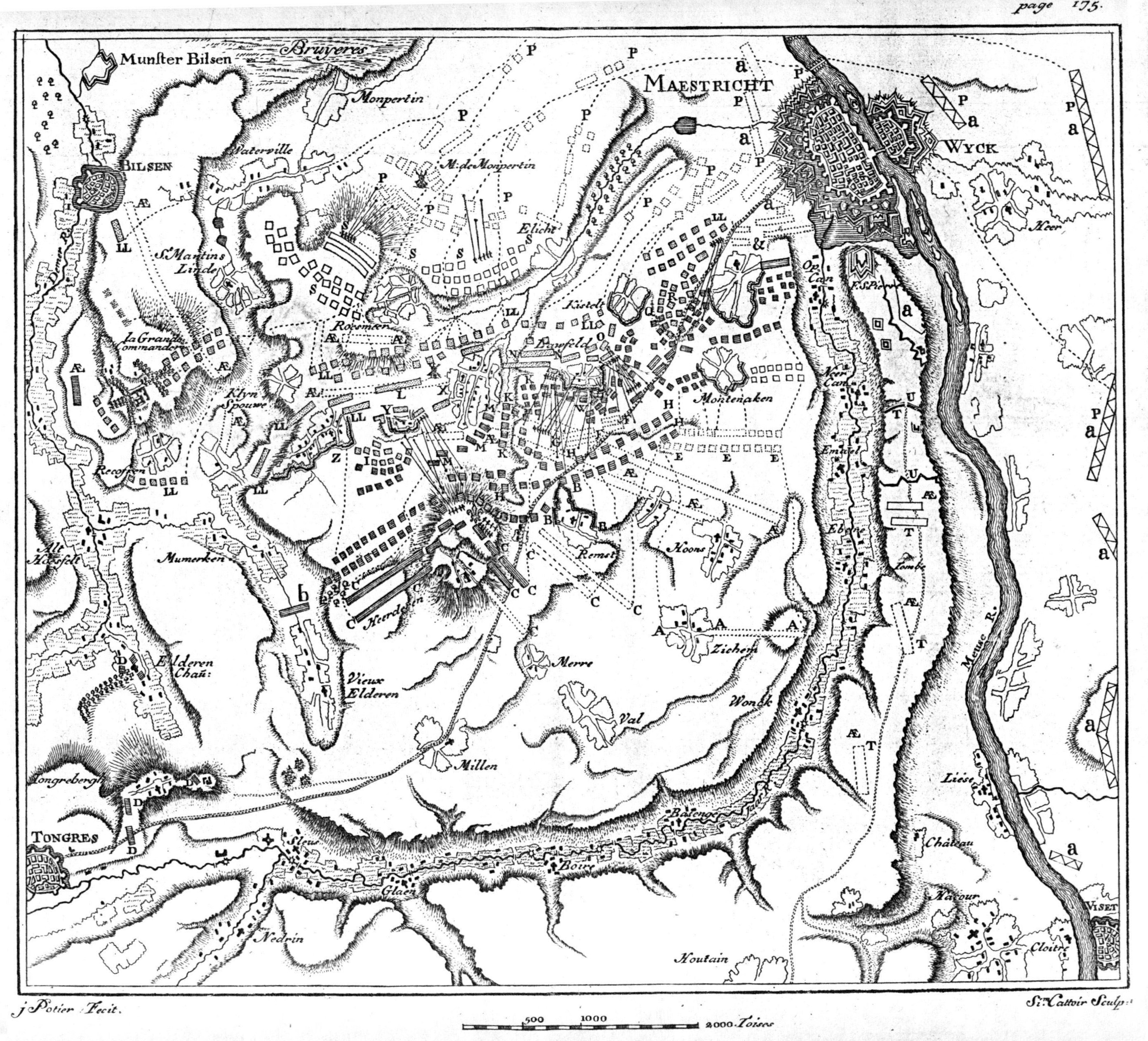

Битва при Лауфельді (англ. Battle of Lauffeld) — битва між французькою армією під командуванням Моріца Саксонського і союзною англо-голландсько-австрійською армією «Прагматичної санкції» під командуванням герцога Камберлендського. Відбулося 2 липня 1747 року в ході війни за австрійську спадщину біля села Лауфельд в 6 км на захід від Маастріхта.

## Хід битви
Французькі війська складалися з 124 батальйонів, 247 ескадронів (всього 98 000 чоловік). Союзні війська складалися з 111 батальйонів і 162 ескадронів (всього 82 000 чоловік).
В ході битви союзна армія, незважаючи на частковий успіх атаки кінноти під командуванням Джона Лігоне, зазнала поразки. Лігоне в ході атаки втратив коня і ненадовго опинився в полоні.
Втрати союзників становили 3000 убитими, 6000 пораненими і 2000 полоненими. Втрати французів також були великі, склавши убитими і пораненими 10 500 осіб.